# Еромо
Еромо — пресноводное озеро за Полярным кругом в России, располагается в труднодоступной местности на северо-востоке Эвенкийского района Красноярского края. Площадь водной поверхности 32,1 км². Относится к бассейну реки Хатанга.
Озеро Еромо имеет форму неправильного овала, вытянутого с севера на юг. Находится на высоте 396 м над уровнем моря. Длина озера — 7,9 км, ширина колеблется от 2,5 до 7 км. Площадь водосборного бассейна — 128 км². Водоем лежит на равнине, его окружают заболоченные участки, ручьи, реки и несколько десятков небольших озёр, не имеющих названий. Большинство этих озер соединены с озером Еромо протоками и все лето питают его, с момента начала таяния снегов до сентября. На северо-западе из озера вытекает река под названием Еромохон.
Озеро богато рыбой, водятся: щука, кунджа, налим, хариус.
Населённых пунктов в районе озера нет. Озеро посещается только немногочисленными туристами и рыбаками.
15 марта в 1926 году в стойбище на озере Еромо родился Николай Оёгир, эвенкийский писатель, поэт, фольклорист и сказитель. 
Код объекта в государственном водном реестре — 17040200111117600000615.